# 三重県立看護大学
三重県立看護大学（みえけんりつかんごだいがく、英語: Mie Prefectural College Of Nursing）は、三重県津市夢が丘1丁目1番地1に本部を置く日本の公立大学。1977年創立、1997年大学設置。大学の略称は三看大（みかんだい）、県看、看護大など。

## 概観

### 大学全体
三重県で最初の看護系大学（1997年）として設立される。2001年には、大学院看護学研究科を同じく県内初として設置。教育･研究の両面で地域社会や国際社会とともに歩みながら「看護とは何か」を追求していくことを目標としている。

### 建学の精神
「ヒューマンケアの実現をになう人材を育成します」、「研究成果は、地域社会に還元していきます」などを大学のめざすものと称している。

## 沿革
（この節の出典）

### 年表
- 1997年（平成9年）4月 - 三重県立看護大学が開学。地域交流研究センター設置。
- 2001年（平成13年）4月 - 大学院看護学研究科（修士課程）を設置。
- 2006年（平成18年）4月 - 大学院専門看護師課程（精神看護学）認定。
- 2009年（平成21年）4月 - 地方独立行政法人法（平成15年法律第118号）に基づき、公立大学法人三重県立看護大学を設立。メディアコミュニケーションセンター、地域交流センター設置（地域交流研究センターから名称変更）。
- 2011年（平成23年）7月 - 認定看護師教育課程「感染管理」開講。
- 2013年（平成25年）3月 - 大学院専門看護師教育課程（母性看護学）認定。
- 2017年（平成29年）6月 - 認定看護師教育課程「認知症看護」開講。
- 2020年（令和2年）2月 - 大学院専門看護師教育課程（老年看護学）認定。
- 2022年（令和4年）5月 - 認定看護師教育課程（B課程）「感染管理」開講。

## 基礎データ

### 所在地
- 三重県津市夢が丘1丁目1番地1

### 象徴
- 校章は、看護職のイメージを高めてほしいという願いと、未来に向かって成長していく若者の姿を、大小2つの翼とナースの「N」をモチーフとしてデザインされたものである。

## 組織構成

### 学部
- 看護学部
  - 看護学科

### 研究科
- 看護学研究科（修士課程）[2]
  - 看護学専攻
    - 修士論文コース
      - 人文社会看護学、自然科学看護学、実践基盤看護学、看護教育学、看護管理学、母性看護学、小児看護学、成人急性期看護学、成人慢性期看護学、老年看護学、精神看護学、在宅看護学、公衆衛生看護学

    - 臨地教育者コース
      - 実践基盤看護学、母性看護学、小児看護学、成人急性期看護学、成人慢性期看護学、老年看護学、精神看護学、在宅看護学、公衆衛生看護学

    - 専門看護師（CNS）コース
      - 母性看護学、老年看護学、精神看護学

### 附属機関
- 附属図書館
  - 蔵書数 79,298冊（和書 69,905冊 洋書 9,393冊）(2022年度)[3]
- 附属看護博物館
- 地域交流センター

## 対外関係

### 他大学との協定
国内
- 高等教育コンソーシアムみえ

国際・学術交流等協定校
- タイ マヒドン大学（2001年9月 学術交流協定）
- イギリス グラスゴー大学看護学部（2015年11月 交換交流協定）

### 自治体・医療機関等との協定
- 三重県（災害対策相互協力協定 2012年1月）
- 三重県立こころの医療センター（連携協力協定 2013年2月）
- 松阪市民病院（連携協力協定 2014年3月）
- 済生会松阪総合病院（連携協力協定 2014年3月）
- 松阪中央総合病院（連携協力協定 2014年5月）
- 三重県立総合医療センター（連携協力協定 2014年7月）
- 伊勢赤十字病院（連携協力協定 2014年8月）
- 国立病院機構三重病院（連携協力協定 2015年1月）
- 三重県立一志病院（連携協力協定 2015年11月）
- 鈴鹿中央総合病院（連携協力協定 2017年4月）
- 市立伊勢総合病院（連携協力協定 2018年3月）
- 岡波総合病院（連携協力協定 2019年3月）
- 伊賀市立上野総合市民病院（連携協力協定 2020年8月）
- 名張市（連携協力協定 2021年3月）
- 津市（連携協力協定 2021年7月）
- 藤田医科大学七栗記念病院（連携協力協定 2023年6月）

## 大学関係者

### 教職員

#### 元職
- 船越明子（看護学者・精神看護学） - 2008年3月～2012年3月講師、2012年4月～2015年3月准教授、現・神戸市看護大学教授。
- 松田たみ子（看護学者・地域看護学） - 2001年4月～2003年3月教授。
- 安田真美（看護学者・老年看護学） - 2009年准教授。現・常葉大学教授。

## 交通アクセス
- 各線「津駅」から三交バス乗車、「看護大学前停留所」下車[4]